# Circonscription électorale de Grande Canarie
Ne doit pas être confondu avec Circonscription autonomique de Grande Canarie.
La circonscription électorale de Grande Canarie est l'une des circonscriptions électorales insulaires espagnoles utilisées comme divisions électorales pour les élections générales espagnoles.
Elle correspond géographiquement à l'île de Grande Canarie.

## Historique
Elle est instaurée en 1977 par la loi pour la réforme politique puis confirmée avec la promulgation de la Constitution espagnole qui précise à l'article 69 alinéa 3 que chaque île constitue une circonscription électorale.

## Sénat

### Synthèse
|             |       | 1977 | 1979 | 1982 | 1986 | 1989 | 1993 | 1996 | 2000 | 2004 | 2008 | 2011 | 2015 | 2016 | 04/19 | 11/19 | 2023 |
| ----------- | ----- | ---- | ---- | ---- | ---- | ---- | ---- | ---- | ---- | ---- | ---- | ---- | ---- | ---- | ----- | ----- | ---- |
| UCD         |       | 3    | 3    |      |      |      |      |      |      |      |      |      |      |      |       |       |      |
| AP & alliés |       |      |      | 2    | 1    |      |      |      |      |      |      |      |      |      |       |       |      |
| CC          |       |      |      |      |      |      | 1    |      | 1    |      |      |      |      |      |       |       |      |
| PSOE        |       |      |      | 1    | 2    | 2    |      | 1    |      | 1    | 2    | 1    |      |      | 2     | 2     | 2    |
| PP          |       |      |      |      |      | 1    | 2    | 2    | 2    | 2    | 1    | 2    | 2    | 2    | 1     | 1     | 1    |
| Podemos     |       |      |      |      |      |      |      |      |      |      |      |      | 1    |      |       |       |      |
| NC          |       |      |      |      |      |      |      |      |      |      |      |      |      | 1    |       |       |      |
|             |       |      |      |      |      |      |      |      |      |      |      |      |      |      |       |       |      |
| Total       | Total | 3    | 3    | 3    | 3    | 3    | 3    | 3    | 3    | 3    | 3    | 3    | 3    | 3    | 3     | 3     | 3    |

### 1977
| Parti | Parti | Sénateurs                                                                  |
| ----- | ----- | -------------------------------------------------------------------------- |
| UCD   |       | Diego Cambreleng Roca, Fernando Giménez Navarro, Gregorio Toledo Rodríguez |

### 1979
| Parti | Parti | Sénateurs                                                              |
| ----- | ----- | ---------------------------------------------------------------------- |
| UCD   |       | Rafael Martín Hernández, Juan Quesada López, Gregorio Toledo Rodríguez |

### 1982
| Parti  | Parti | Sénateurs                                       |
| ------ | ----- | ----------------------------------------------- |
| AP-PDP |       | José Macías Santana, Fernando Peligero Escudero |
| PSOE   |       | Francisco Pérez Pérez                           |

- Francisco Pérez, mort le 8 novembre 1985, est remplacé par Juan Rodríguez Doreste.

### 1986
| Parti | Parti | Sénateurs                                       |
| ----- | ----- | ----------------------------------------------- |
| PSOE  |       | Carmelo Artiles Bolaños, Juan Rodríguez Doreste |
| CP    |       | José Macías Santana                             |

- Juan Rodríguez Doreste, mort en fonction, est remplacé en juillet 1988 par Alfredo Herrero Piqué.

### 1989
| Parti | Parti | Sénateurs                                      |
| ----- | ----- | ---------------------------------------------- |
| PSOE  |       | Alfredo Herrera Piqué, Carmelo Artiles Bolaños |
| PP    |       | José Macías Santana                            |

### 1993
| Parti | Parti | Sénateurs                                  |
| ----- | ----- | ------------------------------------------ |
| PP    |       | Josefa Luzardo Romano, Carlos Ramírez Pery |
| CC    |       | José Marcelino Galindo Santana             |

### 1996
| Parti | Parti | Sénateurs                                  |
| ----- | ----- | ------------------------------------------ |
| PP    |       | Josefa Luzardo Romano, Carlos Ramírez Pery |
| PSOE  |       | Carmelo Artiles Bolaños                    |

### 2000
| Parti | Parti | Sénateurs                                           |
| ----- | ----- | --------------------------------------------------- |
| PP    |       | José Macías Santana, María Australia Navarro de Paz |
| CC    |       | Froilán Germán Rodríguez Díaz                       |

- Australia Navarro est remplacée en juin 2003 par Auxiliadora Pérez.

### 2004
| Parti | Parti | Sénateurs                                           |
| ----- | ----- | --------------------------------------------------- |
| PP    |       | María del Carmen Guerra Guerra, José Macías Santana |
| PSOE  |       | Arcadio Díaz Tejera                                 |

### 2008
| Parti | Parti | Sénateurs                                         |
| ----- | ----- | ------------------------------------------------- |
| PSOE  |       | Arcadio Díaz Tejera, Saturnina Santana Dumpiérrez |
| PP    |       | José Macías Santana                               |

- José Macías (PP) est remplacé en février 2011 par Francisco de Borja Benítez de Lugo Massieu.

### 2011
| Parti | Parti | Sénateurs                                                                   |
| ----- | ----- | --------------------------------------------------------------------------- |
| PP    |       | Francisco de Borja Benítez de Lugo Massieu, María del Carmen Suárez Valerón |
| PSOE  |       | Arcadio Díaz Tejera                                                         |

### 2015
| Parti   | Parti | Sénateurs                                                          |
| ------- | ----- | ------------------------------------------------------------------ |
| PP      |       | Francisco de Borja Benítez de Lugo Massieu, Carmen Hernández Bento |
| Podemos |       | María del Pino Alemán Guedes                                       |

### 2016
| Parti | Parti | Sénateurs                          |
| ----- | ----- | ---------------------------------- |
| PP    |       | Hipólito Suárez, Auxiliadora Pérez |
| NC    |       | María José López Santana           |

### Avril 2019
| Parti | Parti | Sénateurs                                           |
| ----- | ----- | --------------------------------------------------- |
| PSOE  |       | Ramón Morales Quesada, Saturnina Santana Dumpierrez |
| PP    |       | Sergio Ramos Acosta                                 |

### Novembre 2019
| Parti | Parti | Sénateurs                                           |
| ----- | ----- | --------------------------------------------------- |
| PSOE  |       | Ramón Morales Quesada, Saturnina Santana Dumpierrez |
| PP    |       | Sergio Ramos Acosta                                 |

### 2023
| Parti | Parti | Sénateurs                                              |
| ----- | ----- | ------------------------------------------------------ |
| PSOE  |       | Ramón Morales Quesada, Marta Jorgina Saavedra Doménech |
| PP    |       | Sergio Ramos Acosta                                    |